# Hayato Nakamura
Hayato Nakamura (født 18. november 1991) er en japansk fodboldspiller.
Han har spillet for flere forskellige klubber i sin karriere, herunder Montedio Yamagata og V-Varen Nagasaki.